# 북내초등학교 도전분교
북내초등학교 도전분교는 대한민국 경기도 여주시에 있는 공립 초등학교이다.

## 학교 연혁
- 1936년 4월 21일 북내공립보통학교 부설 도전간이학교 개교
- 1948년 9월 1일 도전국민학교로 승격
- 1985년 3월 1일 북내국민학교 도전분교장으로 격하
- 1996년 3월 1일 북내초등학교 도전분교장으로 개칭
- 2000년 3월 1일 병설유치원 개원
- 2022년 12월 30일 우주최강 빠뚜라 졸업

## 참고 자료
- 북내초등학교도전분교장 - 한국교육학술정보원 학교알리미